# Лудолф ван Цојлен
Лудолф ван Цојлен (Хилдесхајм, 28. јануар 1540 — Лајден, 31. децембар 1610) је био холандски математичар немачког порекла. Иако рођен у Немачкој, током римокатоличке инквизиције је, као и многи његови сународници, емигрирао у Холандију.
Прешао је у Делфт, где је предавао мачевање и математику. Отвара школу мачевања у Лајдену 1594. године. У Инжењерској школи Универзитета у Лајдену 1610. године бива постављен за првог професора математике. Касније предаје и алгебру, премер и фортификације. Најпознатији његов ученик је Вилеброрд Снел.
На његовом надгробном споменику је било исписано 35 децимала броја π. Споменик је временом изгубљен. Грађани Лајдена су 5. јула 2000. године, обележивши и 400. годишњицу његовог рада, свечано поставили нови споменик, копију претходног.

## Рачунањеπ
Лудолф ван Цојлен је провео велики део свог живота (скоро трећину) рачунајући број π на што већи број децимала. Метода коју је користио се није суштински разликовала од оне коју је описао и применио Архимед 1800 година раније. У књизи О кругу (хол. Van der Cirkel) објављује вредност са 20 децималних места, тадашњи рекорд. Касније то проширује на 35 децимала.
Због његове упорности, посвећености и доприносу акумулације знања о овом броју вековима је број π називан Лудолфов број.
Он је последњи рачунао број оригиналном Архимедовом методом. Користио је следећу формулу
{\displaystyle s_{2n}={\frac {s_{n}}{\sqrt {2+2{\sqrt {1-s_{n}^{2}}}}}}}
где је {\displaystyle s_{n}\,} дужина једне странице {\displaystyle n\,}-тоугла, а {\displaystyle O_{n}=n\cdot s_{n}} је обим таквог многоугла. Ако је у питању јединични круг, тада је {\displaystyle O=\pi \cdot r=\pi \cdot 1=\pi }, што значи да се повећањем броја страница обим {\displaystyle O_{n}} приближава броју {\displaystyle \pi \,}.
За рачун је користио многоугао са 262 страница. Већ је његов ученик Снел увео методе убрзања конвергенције које су значајно скратиле време рачунања. Још тада су се многи питали каква је практична корист од толиког рачуна и толико децимала. Сам рекорд је трајао десетак година.
Део натписа на надгробном споменику гласи:
```
Ако је пречник 1 тада је обим већи од

  

    

      

        
3

        

          

            
14159265358979323846264338327950288

            
100000000000000000000000000000000

          

        

      

    

    
{\displaystyle 3{\frac {14159265358979323846264338327950288}{100000000000000000000000000000000}}}

  

али мањи од

  

    

      

        
3

        

          

            
14159265358979323846264338327950289

            
100000000000000000000000000000000

          

        

      

    

    
{\displaystyle 3{\frac {14159265358979323846264338327950289}{100000000000000000000000000000000}}}

  

```